# اچ‌دی ۱۳۰۳۲۲
اچ‌دی ۱۳۰۳۲۲ یک ستاره است که در صورت فلکی دوشیزه قرار دارد.